# Opál (slivoň)

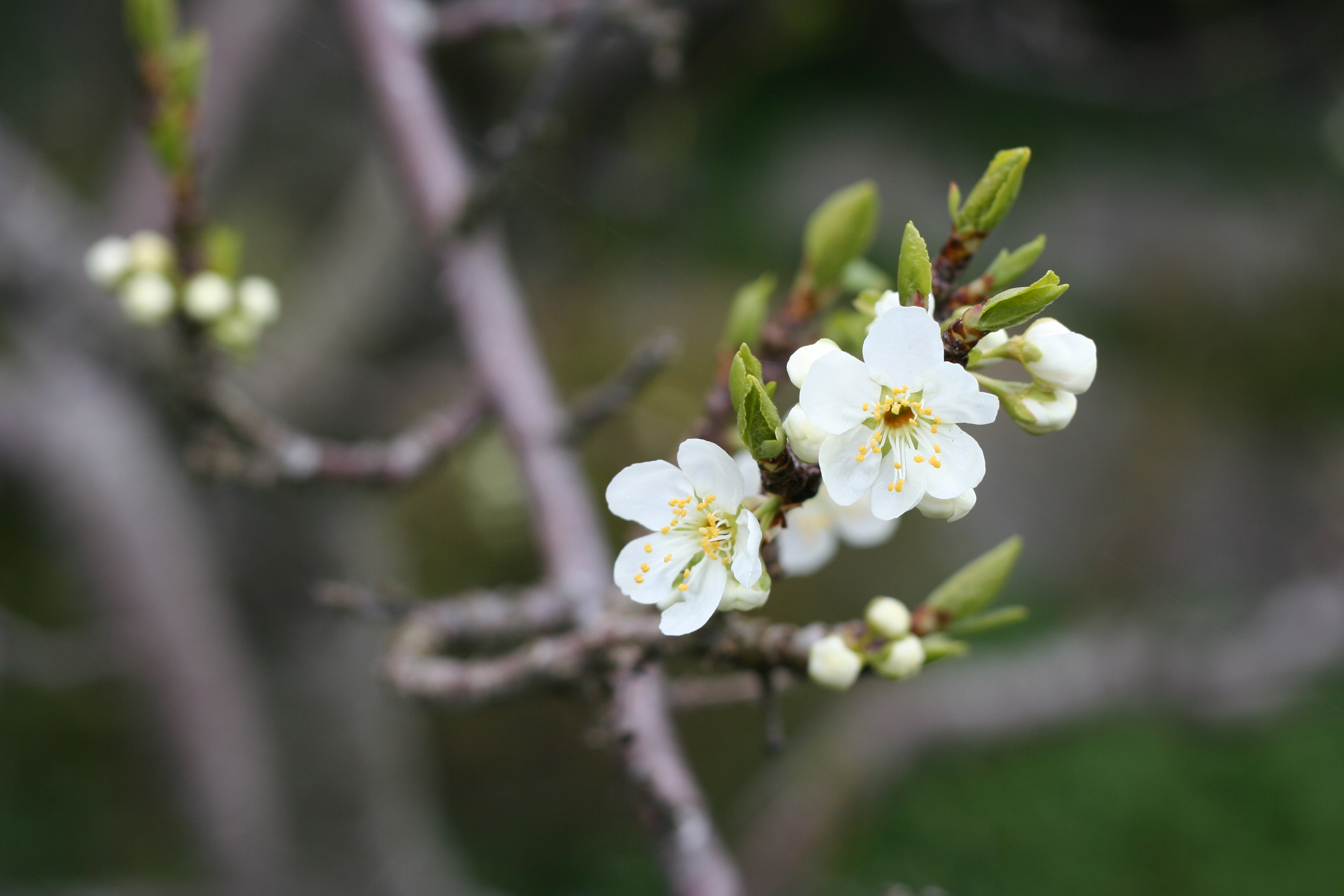
Květ opálu

Opál (Prunus domestica 'Opál') je ovocný strom, kultivar druhu slivoň z čeledi růžovitých. Plody středně velké až velké, s fialovou slupkou, ojíněné, aromatické, vhodné pro konzum i na zpracování. Je samosprašná, zraje v srpnu.

## Původ
Byla vypěstována ve Švédsku, v roce 1925, zkřížením odrůdy 'Oullinská' s odrůdou 'Early Favourite'.

## Vlastnosti
Růst střední až silný.Je středně náročná, vyžaduje spíše propustné, vlhké a výživné půdy a spíše teplé polohy. . Plodnost je vysoká ale spíše střídavá. Opál je podle některých zdrojů samosprašná odrůda., ale podle jiných zdrojů je pouze částečně samosprašná. Zraje v srpnu, špatně snáší transport.

### Opylovači
- Mirabelka nancyská
- Zelená renklóda
- Valor[6]

## Plod
Plod oválný, nesouměrný, střední až velký ). Slupka fialová, ojíněná. Dužnina je žlutá, měkká, chutná, podle některých zdrojů jde spíše špatně od pecky. Podle jiných jde dužnina od pecky dobře. 

## Choroby a škůdci
Je uváděna střední odolnost proti nízkým teplotám.